# Home Nations Championship 1899
L'Home Nations Championship 1899 (in gallese Pencampwriaeth Rygbi'r Pedair Gwlad 1899) fu la 17ª edizione del torneo annuale di rugby a 15 tra le squadre nazionali di Galles, Inghilterra, Irlanda e Scozia.
Il torneo, tornato a disputarsi in forma completa dopo un biennio di controversie legate ad accuse di professionismo mascherato da parte della federazione gallese, vide la terza conquista assoluta dell'Irlanda, seconda con il Triple Crown: gli irlandesi suggellarono il vittorioso cammino all'Arms Park di Cardiff contro il Galles
La Scozia invece terminò il suo nomadismo in quanto la federazione aveva ultimato lo stadio di Inverleith a Edimburgo, inaugurato proprio contro l'Irlanda, e che per i successivi 25 anni fu l'impianto interno fino all'inaugurazione di Murrayfield.
Il valore delle marcature, come stabilito dall’IRFB nel 1893, era: 3 punti per ciascuna meta (5 se trasformata), 3 punti per la realizzazione di ciascun calcio piazzato, 4 punti per la realizzazione di ciascun drop o mark.

## Nazionali partecipanti e sedi
| Squadra     | Città           | Impianto interno         |
| ----------- | --------------- | ------------------------ |
| Galles      | Cardiff Swansea | Arms Park St. Helen's    |
| Inghilterra | Londra          | Rectory Field            |
| Irlanda     | Dublino         | Lansdowne Road           |
| Scozia      | Edimburgo       | Inverleith Sports Ground |

## Risultati
| Arbitro: | Adam Turnbull |

|                          |    |          |
| Huzzey (2) Llewellyn (4) | mt | Robinson |
| Bancroft (4)             | tr |          |

| Arbitro: | Graham Findlay |

|       |      |  |
| Allen | mt   |  |
| Magee | c.p. |  |

| Arbitro: | Temple Gurdon |

|           |      |                     |
|           | mt   | Campbell Reid Sealy |
| Donaldson | c.p. |                     |

| Arbitro: | Michael Delaney |

|                          |      |                 |
| Gedge Monypenny H. Smith | mt   | Llewellyn Lloyd |
|                          | tr   | Bancroft (2)    |
| Gedge Lamond             | drop |                 |
| Thomson                  | mark |                 |

| Arbitro: | Joseph Magee |

|           |    |  |
| Gillespie | mt |  |
| Thomson   | tr |  |

| Arbitro: | Adam Turnbull |

|       |    |  |
| Doran | mt |  |

## Classifica
| Pos | Squadra     | G | V | N | P | PF | PS | DP  | Pt |
| --- | ----------- | - | - | - | - | -- | -- | --- | -- |
| 1   | Irlanda     | 3 | 3 | 0 | 0 | 18 | 3  | +15 | 6  |
| 2   | Scozia      | 3 | 2 | 0 | 1 | 29 | 19 | +10 | 4  |
| 3   | Galles      | 3 | 1 | 0 | 2 | 36 | 27 | +9  | 2  |
| 4   | Inghilterra | 3 | 0 | 0 | 3 | 3  | 37 | −34 | 0  |